# Radio Piotrków
Radio Piotrków – stacja radiowa z siedzibą w Piotrkowie Trybunalskim działająca w latach 1992–2006. Rozgłośnia obejmowała swoim zasięgiem mniej więcej dawne województwo piotrkowskie.

## Historia
Radio założył 1 czerwca 1992 Tomasz Stachaczyk przy współpracy Wojciecha Dąbrowskiego oraz Janusza Surmy. Początkowo nadawano na amatorskim sprzęcie, na częstotliwości 70,1 MHz. W 1993 roku zmieniono częstotliwość na 69,9 MHz. 31 marca 1994 Radio Piotrków znalazło się wśród 16 stacji lokalnych, które jako pierwsze otrzymały koncesję na nadawanie. W drugą rocznicę swojego powstania, rozgłośnia zorganizowała trzydniowe święto (koncerty, pokazy pirotechniczne, imprezy sportowe). Uroczystości te dały początek oficjalnym Dniom Piotrkowa, które organizowane są odtąd co roku na początku czerwca. Od 1 stycznia 2000 stacja nadawała tylko w górnym paśmie UKF, na częstotliwości 98,2 MHz. Wiosną 2006 r. Radio Piotrków wystąpiło do KRRiTV o zmianę nazwy programu - przekształcona w Radio Strefa FM w dniu 1 września 2006 r. 

## Ramówka
Stacja nadawała przez 24 godziny na dobę. Radio w swoim dorobku miało wiele audycji, m.in. jedną z najstarszych w kraju list przebojów – „Listę Przebojów Radia Piotrków". Inne popularne pozycje to „Stan Wyjątkowy” – audycja szczególnie popularna wśród młodzieży, „Muzyczny wehikuł czasu” – przypominający dawne przeboje, „Bagdad Cafe” – wypełniony jazzem i muzyką świata,  czy „Muzyka miasta” – program o hip-hopie kontynuujący tradycje „Lirycznej mafii” oraz program „Magiel”, w którym słuchacze komentowali aktualne wydarzenia. Poza tym w radiu co godzinę nadawane były informacje z kraju i ze świata, informacje lokalne oraz sytuacja na drogach w regionie. Część z tych audycji ma swoją kontynuację w Radiu Strefa FM.